# Diodia discolor
Diodia discolor är en måreväxtart som beskrevs av Dc.. Diodia discolor ingår i släktet Diodia och familjen måreväxter.
Artens utbredningsområde är Franska Guyana. Inga underarter finns listade i Catalogue of Life.